# Emma Curtiss Bascom
Pour les articles homonymes, voir Bascom.
Emma Curtiss Bascom est une professeure et féministe américaine, née Emma Curtiss le 20 avril 1828 à Sheffield (Massachusetts) et morte en 1916.

## Biographie
Emma Curtiss Bascom est née le 20 avril 1828 de Caroline Owen Curtiss et Orrin Curtiss. Elle est la sœur cadette de Sophia Curtiss Hoffman, philanthrope et défenseuse des droits des femmes.
Après avoir étudié à Great Barrington Academy, Pittsfield Institute, et Patapsco Institute, Emma a enseigné à Kinderhook Academy et Startford Academy.
Elle a été membre de l'Association for the Advancement of Woman, puis a été active au sein de la Women's Christian Temperance Union.
Elle a participé aux courants réformateurs de l'État du Massachusetts.
Elle épouse le professeur et écrivain John Bascom (en) en 1856, le couple a 6 enfants, notamment la géologue Florence Bascom.